# Cantiere navale "San Rocco"
Il Cantiere navale San Rocco è uno stabilimento che svolge la propria attività a Muggia, nel Golfo di Trieste, dove da un decennio vengono eseguite manutenzione e riallestimento di barche a vela e a motore e dal 2010 anche la costruzione della linea di barche a basso impatto ambientale. Il cantiere si estende circa 40.000 m² di aree scoperte, 4.000 m² di capannoni industriali e dispone di oltre 300 posti barca.

## Storia
Il cantiere venne impiantato nel 1857 da Georg Strudthoff che sin dal 1830 aveva impiantato una piccola officina per la riparazione dei motori navali a vapore e nel 1835 aveva aperto in località Sant'Andrea una fabbrica di motori ed una fonderia per la produzione di macchine a vapore. integrando queste attività in un complesso che prese la denominazione di Fabbrica Macchine Sant'Andrea.
Il cantiere venne impiantato sull'arenile di Muggia, su un terreno che la sua famiglia aveva acquistato nel 1850 dal comune di Muggia, nei pressi della chiesetta di San Rocco, allo scopo di ampliare la propria attività. Nel 1858 le due attività di Strudthoff confluirono in un unico complesso industriale che prese la denominazione di Stabilimento Tecnico Triestino.
Fino al 1870 il cantiere è stato poco più che uno squero, in cui venivano realizzate navi a vela in legno. Questo periodo venne seguito da una fase di ammodernamento con la creazione di un bacino di carenaggio e nuove attrezzature per la costruzione di navi in ferro.
L'attività del cantiere venne inizialmente legata alle costruzioni militari e tra il 1858 e il 1897 nello stabilimento vennero costruite oltre 300 navi tra mercantili e militari, Nel cantiere tra il 1861 e il 1862 vennero eseguiti i lavori di modernizzazione della fregata Novara della Marina Asburgica, che tra il 1857 e il 1859 aveva affrontato a scopo scientifico la circumnavigazione del globo; nel corso dei lavori sulla nave venne montata una motrice alternativa e la nave trasformata da nave a vela a nave a vapore e riclassificata fregata ad elica.
Tra le unità costruite nel Cantiere San Rocco sono da citare:
- Corazzata Classe Kronprinzessin Erzherzogin Stefanie
  - Kronprinzessin Erzherzogin Stefanie
- Incrociatore protetto Classe Kaiser Franz Joseph I
  - SMS Kaiser Franz Joseph I
- incrociatori corazzati Classe Kaiserin und Königin Maria Theresia:
  - SMS Kaiserin und Königin Maria Theresia, varato il 29 aprile 1893
  - SMS Kaiser Karl VI, varato il 4 ottobre 1898
- Navi da battaglia Classe Monarch:
  - SMS Wien, varato il 6 luglio 1895
  - SMS Budapest, varato il 27 aprile 1896

Alla fine degli anni novanta per il cantiere iniziò un periodo di declino. Nel 1895 lo Stabilimento Tecnico Triestino rilevò il vecchio "Cantiere a San Marco", in posizione più favorevole e più protetta rispetto al "Cantiere San Rocco" e più vicino alla Fabbrica Macchine Sant'Andrea e inoltre poteva eventualmente avvalersi della costruzione di un raccordo ferroviario per il trasporto dei motori sulle navi in costruzione. I lavori di ricostruzione del cantiere durarono due anni, e nel 1897 nel "Cantiere a San Marco" ristrutturato, avvenne il primo varo. Molti macchinari del "San Rocco" vennero spostati al "San Marco" e il "San Rocco" venne usato solo per le riparazioni e la manutenzione delle navi esistenti.
Nel 1908, a seguito di un ammodernamento con nuovi scali e officine, l'attività produttiva riprese, con il Cantiere "San Rocco" che ricevette un impulso allo sviluppo dall'intervento statale con le costruzioni di nuove navi. Nel 1910 la denominazione societaria divenne S.A. Cantiere Navale S. Rocco, che apparteneva per il 50% al Lloyd Austriaco e per il 50% allo Stabilimento Tecnico Triestino.
Lo stabilimento nel 1914 disponeva di cinque bacini la cui misura variava tra 350 e 500 piedi, tre dei quali riservati alla costruzione di navi militari, un bacino di carenaggio di 350 piedi e un bacino galleggiante di 400 piedi. La società aveva inoltre un proprio stabilimento a Muggia per la costruzione di motori e caldaie e per la produzione su licenza britannica di turbine a vapore Parsons. Negli anni che precedettero la prima guerra mondiale, le maestranze aumentarono progressivamente da 2700 a circa 3200 lavoratori.
Al termine della prima guerra mondiale con il passaggio di Trieste all'Italia anche la proprietà della cantieristica triestina passò in mano italiana. Il pacchetto di maggioranza delle azioni dello Stabilimento Tecnico Triestino venne rilevato dalla Banca Commerciale Italiana, mentre altri azionisti diventarono la Navigazione Libera Triestina, la Cosulich Società Triestina di Navigazione e il Lloyd Triestino.
Il passaggio azionario sembrava aprire prospettive favorevoli per lo Stabilimento Tecnico Triestino i cui nuovi proprietari, i Cosulich, erano gli stessi del "Cantiere di Monfalcone", che erano stati pesantemente danneggiati durante il conflitto, al contrario degli stabilimenti della "Fabbrica Macchine Sant'Andrea" e del "Cantiere San Rocco" che non avevano subito danni.
Nel periodo nel 1908 e fino al 1929, ultimo anno di autonomia del cantiere, vi furono realizzate 78 navi.
Nel 1929 il pacchetto azionario dello Stabilimento Tecnico Triestino di proprietà delle compagnie di navigazione venne rilevato totalmente dalla Banca Commerciale Triestina che lo cedette a sua volta alla Banca Commerciale Italiana che essendo già proprietaria del Cantiere navale triestino di Monfalcone ne decise la fusione in un unico gruppo, che comprendeva lo Stabilimento Tecnico Triestino, il Cantiere "San Rocco" e il cantiere di Monfalcone. Presidente della società, l'ammiraglio Umberto Cagni. Nel gruppo che era sorto, la cui denominazione societaria era Cantieri Riuniti dell'Adriatico i lavori vennero così ripartiti: le nuove costruzioni sarebbero state realizzate a Monfalcone e al "San Marco" mentre il "San Rocco" sarebbe stato utilizzato per trasformazioni e riparazioni.
Le costruzioni di nuove navi ripresero a partire dal 1938 anche al Cantiere San Rocco e saranno oltre 20 le navi realizzate sotto la gestione dei Cantieri Riuniti dell'Adriatico fino al 1958, anno in cui il cantiere venne acquistato dalla Micoperi di Milano, che utilizzò lo stabilimento fino al 1972 solo per manutenzione e riparazione e dal 1972 solo per carenaggio. La Micoperi nel 1982 cedette il "Cantiere San Rocco" alla "Marina Muja", una società con interessi nel campo immobiliare che avrebbe sviluppato e realizzato il progetto Marina di Porto San Rocco, un porto turistico attiguo al cantiere. Nel 2003 i Cantieri San Rocco sono stati acquisiti da Dreaming Group e vi vengono svolte le attività di refitting, rimessaggio, manutenzione ordinaria e straordinaria, assistenza e riparazione post-vendita. Gli anni successivi hanno visto la ripresa del cantiere navale che nel 2010 è tornato all'attività produttiva con la costruzione di una linea di barche per il marchio Filippetti Yacht.
.
Il primo modello è una Navetta di 26 metri.